# 石川加美
石川 加美（いしかわ の かみ）は、奈良時代の貴族。名は賀美とも記される。官位は従四位下・兵部卿。

## 経歴
天平3年（731年）従五位下に叙爵し、のち備中守を務める。備中守在任中の天平6年（734年）には備中国賀夜郡の山陽道沿いの場所に、租税としての稲を保管管理するための建物を建設した記録が残っている。
天平10年（738年）中務大輔に任ぜられると、天平11年（739年）従五位上、天平12年（740年）正五位下、天平15年（743年）正五位上次いで従四位下と、聖武朝の中期に急速に昇進を果たす。
藤原広嗣の乱後の天平14年（742年）正月に大宰府は廃止されていたが、翌天平15年（743年）3月には新羅が従来に比べて礼を失した形式の外交使節を筑前国に派遣する事件が発生する。これを受けて朝廷は同年12月に筑紫に鎮西府を設置すると、加美はその長官である鎮西府将軍に任ぜられた。天平17年（745年）に鎮西府を改めて大宰府を復活させると、加美はそのまま大宰大弐に横滑りし、引き続き九州地方を統括する任務にあたった。
天平18年（746年）になり左大臣・橘諸兄が大宰帥に任ぜられると、大宰府の人事は一新されて、大宰大弐の官職は百済王孝忠に交替し、加美は兵部卿として京官に復している。
天平19年（747年）3月11日卒去。最終位階は従四位下。

## 官歴
注記のないものは『続日本紀』による。
- 時期不詳：正六位上
- 天平3年（731年） 正月27日：従五位下
- 天平6年（734年） 見備中守[1]
- 天平10年（738年） 閏7月7日：中務大輔
- 天平11年（739年） 正月13日：従五位上
- 天平12年（740年） 正月13日：正五位下
- 天平15年（743年） 5月5日：正五位上。9月6日：従四位下。12月26日：鎮西府将軍
- 天平17年（745年） 6月5日：大宰大弐
- 天平18年（746年） 11月5日：兵部卿
- 天平19年（747年） 3月11日：卒去（従四位下）